# VIII Congreso de la República de Colombia
El Octavo Congreso de la República de Colombia es la reunión de la rama legislativa de la República de Colombia, compuesta por el Senado de Colombia y la Cámara de Representantes de Colombia. Tiene previsto reunirse en Santafé de Bogotá desde el 20 de julio de 2018 hasta el 20 de junio de 2022. Las elecciones de 2018 permitieron elegir sus miembros.

## Sesiones
El primer período de sesiones transcurrirá entre el 20 de julio–16 de diciembre de 2018, el segundo entre el 16 de marzo–20 de junio de 2019. Esta es la primera legislatura. La segunda legislatura iniciará el 20 de julio de 2019 y terminó el 16 de diciembre de 2019. El segundo período de la segunda legislatura inició el 16 de marzo de 2020 y concluirá el 20 de junio de 2020.
La primera legislatura de 2020–2022, se prevé que inicie el primer período el 20 de julio de 2020 y finalice el 16 de diciembre de 2020. El segundo período de esta legislatura se espera que inicie el 16 de marzo de 2021 y concluya el 20 de junio de 2021. En la segunda legislatura se espera que el primer período inicie el 20 de julio de 2021 y termine el 16 de diciembre de 2021. y el segundo período de esta legislatura entre 16 de marzo de 2022 y concluya el 20 de junio de 2022.